# Димитриос Динкас
Димитриос Георгиу Динкас (на гръцки: Δημήτριος Γεώργιου Δίγκας) е гръцки политик от първата половина на XX век.

## Биография
Роден е като Димитър Динков в семейството на видния български възрожденец Георги Динков, работещ като адвокат в Атина. Баща му обаче умира няколко месеца след раждането на Димитър. Майка му е Евдокия Алексиаду. През 1869 година когато баща му става учител в Загоричани и е основната причина за събуждането на българщината там, той се сгодява за гръкоманката Евдокия, която има гръцко образование и не знае български език. Годеникът поставя условие, а годеницата приема, да се венчаят едва след като тя научи български. По този повод той пише до Стефан Веркович: 
| „ | Господ знае веке каква ке излезе, мома, родом от майка чиста българка от Валовища, а от татко ѝ полу-българка, но погръчена. | “ |

 Съвсем скоро вече като съпруга на Георги Динков, тя учи на български селските момичета в Загоричани. За нея Димитър Благоев пише, че е симпатична и привлекателна натура, която със забележително търпение помага на своя мъж.
След смъртта на мъжа си, тя се връща към гърчеенето, когато се премества в Солун, където в отглеждането на Димитър ѝ помага брат ѝ Константинос Алексиадис, който е част от най-твърдото гръцко ядро в града – епитроп на църквата „Рождество Богородично“, главен счетоводител на Солунската митрополия и секретар на Солунското благотворително мъжко общество.
Димитър учи в начално училище в Солун и в Солунската гръцка гимназия. За да се препитава работи при книжаря Стефанос на улица „Егнатия“. През 1897 г. постъпва в Юридическия факултет на Атинския университет и в 1905 година се дипломира с тезата „Екстериториалността в Турция“. В 1906 година се връща в Османската империя и практикува в Солун при Филотас Папагеоргиу. След Младотурската революция в 1908 година е изпратен от гръцката община заедно с Димитриос Занас и Периклис Хадзилазару за преговори с младотурците по текущите политически въпроси, възникнали след победата на тяхното движение. На последвалите избори за османски парламент е избран за единствен гръцки депутат от Сяр. В парламента до 1912 година сътрудничи с другите гръцки депутати в парламентарна група, чието действие, в сътрудничество с Цариградската патриаршия, е насочено към утвърждаване на елинизма в Империята. На свои разноски отваря и издържа гръцко училище в Загоричани, където по ирония на съдбата през 1869 година баща му е открил първото българско училище. Заради това той е преследван и малтретиран от местни българи.
На 5 януари 1912 година в Цариград заедно с Харисиос Вамвакас започва да издава на френски език вестника „Трибюн де Насионалите“ (La Tribune des Nationalites) с подзаглавие Седмичен политически вестник.
Сред присъединяването на Сярско към Гърция е избран за депутат на изборите на 31 май 1915 година от партията на Елевтериос Венизелос, с когото стават близки приятели. В 1915 – 1917 година взима дейно участие в движението на национална отбрана на Венизелос и става министър на правосъдието в преходното правителство в Солун. След установяването на временното правителство в Атина става министър на вероизповеданията и общественото образование и остава на поста до 4 ноември 1920 година. Проблемите, с които се занимава са Църковния въпрос, създаване на училища в Новите области и въвеждането на димотики в началните училища и създаването на скаутска организация.
В 1920 година оглавява кампанията на Либералната партия в Солун, но не е избран на изборите с 15 708 гласа „да“ и 18 659 „не“ и до 1928 година отново се занимава с адвокатство. На изборите от 21 април 1929 година за образуване на втори законодателен орган, е избран за сенатор от Солун и е назначен от Венизелос за министър на правосъдието. На 22 декември 1930 г. след промени в правителството поема Министерството на съобщенията. На 26 януари 1936 г. е избран за депутат от Солун, а в 1938 година е заточен по политически причини на Миконос. Завръща се в Солун през 1939 г. и отново започва да практикува право.
По време окупация на страната през Втората световна война участва в антибългарската борба като член на патриотичните организации Комитет за народно просвещение и Приятели на селото. В същото време системно се занимава с превод на османските солунски архиви като член на специално учредената с тази цел комисия.
След Освобождението на страната взима участие в изборите през 1946 г. и е избран за депутат от Солун. В правителството на Софулис – Цалдарис е министър на авиацията от 7 септември 1947 до 7 май 1948 година. По време на изборите в 1950 г. не получава достатъчно подкрепа да бъде избран, което го подтиква да се оттегли от активна политическа дейност. Установява се в Атина и в периода 1951 – 1966 година работи като юрисконсулт за Бритиш Претролиум до пенсионирането си през 1966 година.
Динкас е председател на Управителния съвет Солунското благотворително мъжко общество от 13 юни 1926 до 17 юни 1928 година и от 17 юни 1928 до 22 юни 1930 година.
Умира през 1974 г. на 98 години. Името му носи малка улица в Сяр.

## Родословие
|  |  |  |  |  |  |                           |                           |                           |                           |                                |                           |  |  |                                   |                                   |                                   |                                   |                                   |                                   |  |  |                              |                              |                              |                              |                              |                              |  |  |
|  |  |  |  |  |  |                           |                           |                           |                           |                                |                           |  |  |                                   |                                   |                                   |                                   |                                   |                                   |  |  |                              |                              |                              |                              |                              |                              |  |  |
|  |  |  |  |  |  | Киряк Държилов (? – 1877) | Киряк Държилов (? – 1877) | Киряк Държилов (? – 1877) | Киряк Държилов (? – 1877) | Киряк Държилов (? – 1877)      | Киряк Държилов (? – 1877) |  |  | Константин Държилов (1798 – 1890) | Константин Държилов (1798 – 1890) | Константин Държилов (1798 – 1890) | Константин Държилов (1798 – 1890) | Константин Държилов (1798 – 1890) | Константин Държилов (1798 – 1890) |  |  | Велика Държилова (? – 1867)  | Велика Държилова (? – 1867)  | Велика Държилова (? – 1867)  | Велика Държилова (? – 1867)  | Велика Държилова (? – 1867)  | Велика Държилова (? – 1867)  |  |  |
|  |  |  |  |  |  | Киряк Държилов (? – 1877) | Киряк Държилов (? – 1877) | Киряк Държилов (? – 1877) | Киряк Държилов (? – 1877) | Киряк Държилов (? – 1877)      | Киряк Държилов (? – 1877) |  |  | Константин Държилов (1798 – 1890) | Константин Държилов (1798 – 1890) | Константин Държилов (1798 – 1890) | Константин Държилов (1798 – 1890) | Константин Държилов (1798 – 1890) | Константин Държилов (1798 – 1890) |  |  | Велика Държилова (? – 1867)  | Велика Държилова (? – 1867)  | Велика Държилова (? – 1867)  | Велика Държилова (? – 1867)  | Велика Държилова (? – 1867)  | Велика Държилова (? – 1867)  |  |  |
|  |  |  |  |  |  |                           |                           |                           |                           |                                |                           |  |  |                                   |                                   |                                   |                                   |                                   |                                   |  |  |                              |                              |                              |                              |                              |                              |  |  |
|  |  |  |  |  |  |                           |                           |                           |                           |                                |                           |  |  |                                   |                                   |                                   |                                   |                                   |                                   |  |  |                              |                              |                              |                              |                              |                              |  |  |
|  |  |  |  |  |  | Евдокия Алексиаду         | Евдокия Алексиаду         | Евдокия Алексиаду         | Евдокия Алексиаду         | Евдокия Алексиаду              | Евдокия Алексиаду         |  |  | Георги Динков (1839 – 1876)       | Георги Динков (1839 – 1876)       | Георги Динков (1839 – 1876)       | Георги Динков (1839 – 1876)       | Георги Динков (1839 – 1876)       | Георги Динков (1839 – 1876)       |  |  | Славка Динкова (1850 – 1869) | Славка Динкова (1850 – 1869) | Славка Динкова (1850 – 1869) | Славка Динкова (1850 – 1869) | Славка Динкова (1850 – 1869) | Славка Динкова (1850 – 1869) |  |  |
|  |  |  |  |  |  | Евдокия Алексиаду         | Евдокия Алексиаду         | Евдокия Алексиаду         | Евдокия Алексиаду         | Евдокия Алексиаду              | Евдокия Алексиаду         |  |  | Георги Динков (1839 – 1876)       | Георги Динков (1839 – 1876)       | Георги Динков (1839 – 1876)       | Георги Динков (1839 – 1876)       | Георги Динков (1839 – 1876)       | Георги Динков (1839 – 1876)       |  |  | Славка Динкова (1850 – 1869) | Славка Динкова (1850 – 1869) | Славка Динкова (1850 – 1869) | Славка Динкова (1850 – 1869) | Славка Динкова (1850 – 1869) | Славка Динкова (1850 – 1869) |  |  |
|  |  |  |  |  |  |                           |                           |                           |                           |                                |                           |  |  |                                   |                                   |                                   |                                   |                                   |                                   |  |  |                              |                              |                              |                              |                              |                              |  |  |
|  |  |  |  |  |  |                           |                           |                           |                           | Димитриос Динкас (1876 – 1974) |                           |  |  |                                   |                                   |                                   |                                   |                                   |                                   |  |  |                              |                              |                              |                              |                              |                              |  |  |